# 아칸소주의 대학 목록
다음은 미국 아칸소주의 대학 목록이다.
- 아칸소 주립 대학교
- 에클레시아 칼리지
- 아칸소 대학교
- 아칸소 의과학대학교
- 센트럴 아칸소 대학교

## 같이 보기
- 미국의 대학 목록
- 대학 목록